# Emili Morera i Llauradó
Emili Morera i Llauradó (Tarragona, 31 de desembre de 1846 – Tarragona, 10 de febrer de 1918) fou un historiador, periodista, advocat i arqueòleg català.

## Biografia
Estudià a la Universitat de Barcelona Filosofia i Lletres (doctorat el 1872) i Dret (llicenciat el 1874). El 1881 exercí de jutge municial i començà a dirigí el "Diari de Tarragona" (1881 al 1883). Fou elegit diputat provincial per la circumscripció Tarragona-el Vendrell el 1884.
Cap a 1890 començà a dedicar-se de ple a la investigació històrica, camp en el qual va sobresortir pel rigor i per la recerca raonada de dades objectives. Fou el primer en defensà raonadament que la muralla de Tarragona era completament romana, hipòtesi que descobertes arqueològiques posteriors han confirmat. En termes generals els seus estudis continuen considerats com a vàlids, en especial els medievals.
Fou membre de l'Acadèmia de Bones Lletres de Barcelona (1987), de la Real Academia de Bellas Artes de San Fernando (1911), i vicepresident de la Comissió Provincial de Monuments de Tarragona (1915-1918). El 1901 fundà i dirigí fins al 1918 el Boletín Arqueológico, òrgan de la Societat Arqueòlogica Tarraconense. La seva obra més important és "Tarragona Cristiana", de la qual només en serien publicats els dos primers volums els anys 1897 i 1898, mentre que la resta va romandre inèdita fins que l'Institut d'Estudis Tarraconenses Ramon Berenguer IV obtení els fons impresos i els manuscrits inèdits i edità publicà tres volums més entre 1954 i 1959. La Diputació de Tarragona n'ha publicat en els darrers anys la segona edició del total de cinc volums. En els seus darrers anys col·laborà amb Francesc Carreras i Candi en la redacció de la part dedicada a la província de Tarragona de la Geografia General de Catalunya i amb els llibres "Tarragona antigua y Moderna" (1984), "Reseña histórica de la Comuna del Camp de Tarragona (1904) i "El Puerto de Tarragona" (1910). Emili Morerara morí el dia 10 de febrer de 1918 a Tarragona.